# Grevillea robusta
Grevillea robusta (A.Cunn. ex R.Br., 1830) è una pianta appartenente alla famiglia delle Proteacee, endemica dell'Australia.

## Descrizione
È un albero sempreverde a crescita rapida, alto 18–35 m, con foglie verde scuro delicatamente dentellate che ricordano le fronde di una felce. È la pianta più grande del genere Grevillea, con un tronco che raggiunge diametri di 1 m. Le foglie sono generalmente lunghe 15–30 cm (6–12 pollici) con superfici inferiori bianche grigiastre o color ruggine.
I suoi fiori sono arancioni-dorati a forma di fiorellini di parviflora, lunghi 8–15 cm, in primavera, su uno stelo di 2–3 cm e sono usati per produrre miele. Come altri dello stesso genere, i fiori non hanno petali, hanno invece un lungo calice che si divide in 4 lobi. I semi maturano alla fine dell’inverno e danno frutti su follicoli deiscenti ruvidi color marrone scuro, lunghi circa 2 cm, con uno o due semi appiattiti e alati.

## Distribuzione e habitat
È nativa della zona costiera orientale dell’Australia, in ambienti fluviali, subtropicali di foreste pluviali secche e riceve 1000 millimetri annuali di precipitazioni medie.